# Véra Clouzot
Véra Clouzot (Río de Janeiro, 30 de diciembre de 1913 - París, 15 de diciembre de 1960) fue una actriz y guionista franco-brasileña.
Véra Gibson-Amado se convirtió en la esposa del director de cine Henri-Georges Clouzot (1907-1977). Solo hizo tres películas, todas dirigidas por su esposo,  las más notables fueron Las diabólicas (1955) y El salario del miedo (1953).
Colaboró en el guion de La Vérité (1960), que también fue dirigida por su esposo.
Murió en 1960, en París, a los 46 años, de un ataque al corazón y está enterrada en el Cementerio de Montmartre.

## Filmografía
- 1953: El salario del miedo
- 1955: Las diabólicas
- 1957: Les espions